# (11242) Franspost
(11242) Franspost (2144 T-1) – planetoida z pasa głównego asteroid okrążająca Słońce w ciągu 3,44 lat w średniej odległości 2,28 j.a. Odkryta 25 marca 1971 roku.